# أوبينا
أوبينا (باللاتينية: Uppenna) هو موقع أثري تونسي، يقع في منطقة هنشير الشقارنية قرب مدينة سوسة. يحتوي الموقع على بقايا آثار كنيسة وقلعة.

## تاريخ الحفريات
في 1881، اكتشفت رونيه كانيا بقايا معمودية. القلعة التي تم تصنيفها كمعلم أثري في 25 أبريل 1889، تدهور وضعها بعد ذلك كثيرا. اكتشاف 1881، تم تحديده في 1901 ككنيسة من قبل بول غوكلر، ومع ذلك، لم يشهد الموقع حفريات كبيرة لأسباب مالية. اعتبر الموقع ذا أهمية كبرى أثناء حملة الحفريات التي نظمت فيه في 1904 و1905، الأمر الذي مكن من اكتشاف حوالي 40 لوحة فسيفسائية، أهمها فسيفساء الشهداء مما أدى إلى جدل كبير بين غلوكر والدكتور لويس كارتون الذي يعكس النزاع بين إدارة الآثار والجمعية الأثرية بسوسة. في الواقع، تكشف الفسيفساء عن وجود 13 قديس شهيد أفريقي، الأمر الذي ولّد نقاشا عن مكانة الموقع في الاختلاف الدوناتي.

## بيبليوغرافيا
- جاك ألكسندروبولوس، Programme d'investigations archéologiques sur le site d'Uppenna، سنة 1994.
- نوال ديفال، L'Église d'Uppenna. Henchir Chigarnia, Tunisie، سلسلة Bibliothèque des Écoles françaises d'Athènes et de Rome، سنة 1973، الصفحة 87-106.
- بول غوكلر، Rapport sur des inscriptions latines découvertes en Tunisie de 1900 à 1905، مكتبة مدرسة المواثيق، المجلد 71، العدد 71، الصفحات 641-643 (اقرأ هنا).
- جان ماري بايليه، La découverte d'une basilique paléochrétienne à Uppenna (Tunisie) en 1905. Entre recherche scientifique, fracture idéologique et justification coloniale، مجلة Anabases، العدد 9، 2009، الصفحات 41-52.
- دومينيك راينال، Archéologie et histoire de L'Église d'Afrique. Uppenna I، منشورات Presses universitaires du Mirail، تولوز، 2006 (ردمك 2858168067).
- دومينيك راينال، Archéologie et histoire de L'Église d'Afrique. Uppenna II، منشورات Presses universitaires du Mirail، تولوز، 2006 (ردمك 2858168075).

## مقالات ذات صلة
- متحف النفيضة

## روابط خارجية
- صورة للوحة فسيفسائية وجدت في أوبينا.